# بریل رید
بریل رید (انگلیسی: Beryl Reid؛ ۱۷ ژوئن ۱۹۱۹ – ۱۳ اکتبر ۱۹۹۶) یک هنرپیشه اهل بریتانیا بود. وی بین سال‌های ۱۹۴۰ تا ۱۹۹۴ میلادی فعالیت می‌کرد.
از فیلم‌ها یا برنامه‌های تلویزیونی که وی در آن نقش داشته است می‌توان به بازرس کلوزو و ناقوس‌های سنت ترینیان اشاره کرد.